# Liga e Parë 2020/21
Die Liga e Parë 2020/21 war die 22. Saison der zweithöchsten Klasse im kosovarischen Männerfußball. Die Saison begann im September 2020 und endete mit dem 27. Spieltag am 15. Mai 2021.

## Mannschaften 2020/21
Dieses Jahr traten anstatt 16 Mannschaften 20 Mannschaften an; jeweils zehn Mannschaften in zwei Gruppen. Die Gruppenersten stiegen in die ArtMotion Superliga auf, während die Zweitplatzierten zunächst gegeneinander und dessen Sieger gegen den Achtplatzierten der ArtMotion Superliga 2020/21 um einen Startplatz in der Superliga spielte. Aus beiden Gruppen stieg der Tabellenletzte in die Liga e Dytë ab.
Die Neulinge aus der obersten Liga waren der KF Kosova Vushtrri, KF Ferizaj, KF Dukagjini und der KF Flamurtari, während der KF Kika und der KF A&N von der Liga e Dytë aufgestiegen waren. Aufsteiger in der ArtMotion Superliga waren KF Ulpiana und KF Malisheva, während der KF KEK in die Liga e Dytë abstiegen ist.

## Gruppe A

### Tabelle
| Pl. | Verein               | Sp. | S  | U  | N  | Tore    | Diff. | Punkte |
| --- | -------------------- | --- | -- | -- | -- | ------- | ----- | ------ |
| 1.  | KF Malisheva         | 27  | 19 | 3  | 5  | 056:200 | +36   | 60     |
| 2.  | KF Dukagjini         | 27  | 17 | 7  | 3  | 052:240 | +28   | 58     |
| 3.  | KF Istogu            | 27  | 13 | 8  | 6  | 034:180 | +16   | 47     |
| 4.  | KF A&N (N)           | 27  | 10 | 4  | 13 | 038:360 | +2    | 34     |
| 5.  | KF Trepça            | 27  | 9  | 6  | 12 | 036:490 | −13   | 33     |
| 6.  | KF Vëllaznimi        | 27  | 9  | 5  | 13 | 024:340 | −10   | 32     |
| 7.  | KF Liria             | 27  | 7  | 10 | 10 | 032:270 | +5    | 31     |
| 8.  | KF Onix Banjë        | 27  | 7  | 7  | 13 | 026:450 | −19   | 28     |
| 9.  | KF Drenasi           | 27  | 5  | 10 | 12 | 026:400 | −14   | 25     |
| 10. | KF Kosova Vushtrri 1 | 27  | 4  | 8  | 15 | 018:510 | −33   | 20     |

Platzierungskriterien: 1. Punkte – 2. Direkter Vergleich (Punkte, Tordifferenz, geschossene Tore) – 3. Tordifferenz – 4. geschossene Tore

Zum Saisonende 2020/21:
| (N) | Aufsteiger aus der Liga e Dytë: KF Kika, KF A&N |

## Gruppe B

### Tabelle
| Pl. | Verein               | Sp. | S  | U  | N  | Tore    | Diff. | Punkte |
| --- | -------------------- | --- | -- | -- | -- | ------- | ----- | ------ |
| 1.  | KF Ulpiana           | 27  | 15 | 8  | 4  | 040:190 | +21   | 53     |
| 2.  | KF Flamurtari        | 27  | 13 | 11 | 3  | 039:200 | +19   | 50     |
| 3.  | KF 2 Korriku         | 27  | 13 | 3  | 11 | 042:290 | +13   | 42     |
| 4.  | KF Vitia             | 27  | 9  | 9  | 9  | 031:330 | −2    | 36     |
| 5.  | KF Ramiz Sadiku      | 27  | 8  | 8  | 11 | 024:300 | −6    | 32     |
| 6.  | KF Dardana           | 27  | 8  | 8  | 11 | 036:450 | −9    | 32     |
| 7.  | KF Vllaznia Pozheran | 27  | 8  | 7  | 12 | 029:430 | −14   | 31     |
| 8.  | KF Kika (N)          | 27  | 10 | 4  | 13 | 029:420 | −13   | 34     |
| 9.  | KF Ferizaj           | 27  | 7  | 9  | 11 | 031:380 | −7    | 30     |
| 10. | KF KEK               | 27  | 7  | 7  | 13 | 024:320 | −8    | 28     |

Platzierungskriterien: 1. Punkte – 2. Direkter Vergleich (Punkte, Tordifferenz, geschossene Tore) – 3. Tordifferenz – 4. geschossene Tore

Zum Saisonende 2020/21:
| (N) | Aufsteiger aus der Liga e Dytë: KF Kika, KF A&N |

## Relegation

### Aufstieg
Halbfinale
Zunächst traten die beiden Zweitplatzierten aufeinander.
| Datum      |              | Ergebnis |               |
| ---------- | ------------ | -------- | ------------- |
| 21.05.2021 | KF Dukagjini | 2:1      | KF Flamurtari |

Finale
Der Achte der IPKO Superliga traf auf den Sieger des Halbfinals.
| Datum      |              | Ergebnis              |              |
| ---------- | ------------ | --------------------- | ------------ |
| 28.05.2021 | KF Trepça’89 | 1:1 n. V. (3:4 i. E.) | KF Dukagjini |

KF Dukagjini stieg damit in die erste Liga auf.